# Эрдмута Бранденбургская
Эрдму́та Бранденбургская (нем. Erdmuthe von Brandenburg; 26 июня 1561, Берлин — 13 ноября 1623, Штольп) — принцесса Бранденбургская, в замужестве герцогиня Померанская.

## Биография
Эрдмута — старшая дочь бранденбургского курфюрста Иоганна Георга и его второй супруги Сабины Бранденбург-Ансбахской, дочери маркграфа Георга Бранденбург-Ансбахского. Принцесса была известна своим увлечением науками и латинской литературой и считалась любимицей отца.
17 февраля 1577 года в Штеттине принцесса Эрдмута вышла замуж за герцога Иоганна Фридриха Померанского. Их помолвка состоялась, когда невесте было 7 лет. По этому случаю были пересмотрены старые договорённости в отношении наследства обоих домов и урегулированы права наследования престола в случае угасания династий. Брак Эрдмуты и Иоганна Фридриха считался счастливым, но детей в нём не было. У Эрдмуты случился выкидыш, чтобы снять начавшийся жар, она воспользовалась снадобьем ведьмы Элизабет фон Добершюц, которую впоследствии казнили за то, что она околдовала герцогиню и сделала её бездетной. После смерти мужа 9 февраля 1600 года Эрдмута проживала в своих вдовьих владениях в Штольпском замке. Похоронена в церкви Штеттинского замка.